# 王晓福
王晓福（1988年—），中国云南省人，男子游泳运动员、云南师范大学学生。有「中國殘疾人游泳隊的伊恩·科比」之稱。
王晓福6岁时因电击造成右上肢截肢，2001年参加训练，在雅典残奥会上获3金1银1铜，并3次打破世界纪录。
2008年，王晓福担任了2008年夏季残奥会中华人民共和国代表团开幕式执旗手，並在北京残奥会上获2金2银2铜，合共六枚獎牌。